# Retablo Oddi
El Retablo Oddi (en italiano, Pala Oddi) es una pintura del artista del Alto Renacimiento italiano Rafael Sanzio, que data de 1502-1504. La obra es conocida también como la Coronación de la Virgen (Incoronazione della Vergine), que es su tema principal. Es un óleo sobre lienzo con unas dimensiones de 267 centímetros de alto y 163 cm de ancho. Se conserva en la Pinacoteca Vaticana, dentro de los Museos Vaticanos de la Ciudad del Vaticano.

## Historia
El cuadro fue un encargo de Maddalena degli Oddi, hija de Simone, para la capilla de la familia degli Oddi en la iglesia de San Francesco al Prato en Perugia, estuvo en esa iglesia hasta el año 1797 cuando fue requisado por los franceses y llevado a París donde se transportó de la tabla a la tela. En el año 1815 fue devuelto a Italia y entró a formar parte de la Pinacoteca Vaticana por orden del papa Pío VII (1800-1823).

## Descripción y análisis
La Coronación de la Virgen muestra una división en dos partes: la sección superior muestra a la Virgen siendo coronada por Jesucristo, mientras que a su alrededor tocan los ángeles músicos; la sección inferior muestra al público, un sarcófago con flores rojas y blancas que suplantan al cuerpo de la Virgen. En torno a la tumba están los apóstoles, mirando hacia arriba con devoción. Entre ellos se distingue, en el centro, la figura de Tomás, que tiene en sus manos el cinturón rojo de la Virgen que ésta le ha dejado como regalo. Según el texto apócrifo El tránsito de María (narraciones del Seudo-José de Arimatea), atribuido a José de Arimatea, pero que se conserva en una versión latina medieval de una obra griega del siglo IV, Tomás fue el único testigo de la Asunción de María al cielo. Los otros apóstoles fueron milagrosamente transportados a Jerusalén para presenciar su muerte. Tomás quedó en la India, pero después del entierro de la Virgen, fue transportado a la tumba de María, donde fue testigo de su asunción en cuerpo y alma al cielo, desde el que la Virgen dejó caer su cinturón. En una historia inversa a la de las dudas de Tomás, los otros apóstoles se muestran escépticos sobre la historia que éste les cuenta hasta que ven el sepulcro vacío y el cinturón. La Leyenda Dorada da otra versión de los hechos: son el resto de los apóstoles quienes ven el tránsito de María y Tomás quien, por estar en la India, no ve el hecho, de manera que son los otros los que deben mostrarle el cinturón como prueba de lo que han presenciado. Tomás recibiendo el cinturón en una imagen representada habitualmente en el arte de la Edad Media, y así puede verse en la escultura gótica española, como el tímpano de la Catedral de Vitoria) y en la pintura renacentista pre-tridentina.
Los dos planos, el celestial y el terrenal, quedan separados por una fina línea de nubes blancas.
La tabla, según estudios radiográficos y reflectográficos, se debió realizar en dos fases. En la primera entre finales de 1502 y principios de 1503 se ejecutó la mitad superior, a la que corresponde la Coronación propiamente dicha. Esta zona superior muestra a las figuras con un aspecto más convencional y cercano a la manera de Pietro Perugino. 
En 1504 se llevaría a cabo la reunión de los apóstoles en torno al sarcófago abierto y florecido. Los apóstoles de la mitad terrenal adoptan un mayor dinamismo y variedad gestual que parte de la crítica atribuye a la influencia de Masaccio tras un viaje de Rafael a Florencia en el que pudo visitar la capilla Brancacci en la iglesia de Santa María del Carmen.